# Малин (Мекленбург-Западна Померанија)
Малин (њем. Mallin) општина је у њемачкој савезној држави Мекленбург-Западна Померанија. Једно је од 60 општинских средишта округа Мириц. Према процјени из 2010. у општини је живјело 403 становника. Посједује регионалну шифру (AGS) 13056042.

## Географски и демографски подаци
Малин се налази у савезној држави Мекленбург-Западна Померанија у округу Мириц. Општина се налази на надморској висини од 64 метра. Површина општине износи 10,6 km². У самом мјесту је, према процјени из 2010. године, живјело 403 становника. Просјечна густина становништва износи 38 становника/km².